# Oxytropis scheludjakovae
Oxytropis scheludjakovae là một loài thực vật có hoa trong họ Đậu. Loài này được Karav. & Jurtzev miêu tả khoa học đầu tiên.